# C. A. Rosetti, Buzău
C. A. Rosetti là một xã thuộc hạt Buzău, România. Dân số thời điểm năm 2002 là 4263 người.